# ТЭ8
ТЭ8 — магистральный грузовой односекционный 8-осный тепловоз с электрической передачей переменно-постоянного тока и кузовом капотного типа. Выпускается Людиновским тепловозостроительным заводом.

## Назначение
Магистральный тепловоз односекционный ТЭ8 предназначен для работы на железных дорогах Российской Федерации  и промышленных предприятий горнодобывающей, нефтегазовой, химической отрасли, с шириной колеи 1520 мм в районах с умеренным климатом (исполнение У, категория I) по ГОСТ 15150-69. Диапазон температур наружного воздуха для бесперебойной работы тепловоза составляет от 313 К (плюс 40 °С) до 223 К (минус 50 °С). Тепловоз ТЭ8 по своим тяговым характеристикам обеспечивает тягу тяжеловесных поездов при освоении крупных сырьевых месторождений.

## Характеристика
Магистральный тепловоз ТЭ8 разработан на базе зарекомендовавшей себя экипажной части манёврово-вывозного тепловоза с осевой формулой 2о+2о-2о+2о ТЭМ7А. Габарит тепловоза по ГОСТ 9238 — 1-Т. Максимальная конструкционная скорость — 100 км/ч. Диаметр новых колес по кругу катания 1050 мм. Минимальный радиус проходимых кривых — 80 м, длина тепловоза по осям автосцепок — 21500 мм. Тормозной путь тепловоза при начальной скорости движения 27,8 м/с (100 км/ч) на горизонтальном прямом участке пути при сухих рельсах и включенной подаче песка, м, не более — 830 м. Локомотив по требованию заказчика оснащён импортным комплектом оборудования с силовой установкой Super Skid с четырехтактным, 12-тицилиндровым, V-образным, с газотурбинным наддувом дизелем 7FDL мощностью 3300 л. с. Тяговый генератор 5GTA24 трехфазный синхронный, независимого возбуждения с принудительным воздушным охлаждением. Система управления BrightStar производства американской компании General Electric. Тормозной компрессор «Гарднер-Денвер» типа WLNС9Х с механическим приводом от дизеля.
Тяговые электродвигатели типа ЭД133. Напряжение цепей управления — 75 В. Тепловоз ТЭ8 оборудован электрическим реостатным тормозом. Особенностью компоновочных решений тепловоза является применение модульной подрессоренной кабины управления вагонного типа и кузова капотного типа, промежуточного тамбура с интегрированным санитарным модулем. На тепловозе применен путеочиститель плужного типа. Тепловоз ТЭ8 оборудован современными системами управления и безопасности. По желанию заказчика может быть установлена любая силовая установка мощностью до 4000 л. с., изменен объем песочных бункеров.

## История
Проработки и формирование технического задания на локомотив от компании General Electric проводились под руководством А. В. Курчатова и А. Г. Григоряна в 2010—2011 годах.
Разработка технического проекта и рабочей конструкторской документации проводилась ЦИР СТМ в 2011—2012 годах при участии специалистов компании General Electric, ОКБ «Автоматики», Людиновского тепловозостроительного завода. Разработчики от СТМ и ЦИР СТМ: технический директор Серебряков И. В., генеральный директор ЦИР СТМ Зубихин А. В., Рогинский М. Л., главный конструктор Кобылянский В. В. (патент магистральный тепловоз № 138267), заместитель главного конструктора по электрической части Федоров Е. В., заместитель главного конструктора по механической части Тарасов А. Н., ведущий конструктор по электрической части Бушмакин А. С., ведущий конструктор Ковязин А. Л. Участники разработки от GE: главный конструктор Хромин А. Б., электрическая часть Овдиюк Е. Н.
Презентация эскизного проекта тепловоза ТЭ8 состоялась в марте 2012 года на Людиновском тепловозостроительном заводе.
Первый запуск локомотива состоялся в 1:00 28 ноября 2012 года.

## Эксплуатация
Тепловозы предполагается использовать в качестве основной тяговой силы для транспортировки сырья с Эльгинского угольного комплекса на Байкало-Амурскую магистраль на железнодорожной линии Улак — Эльга, по которой сегодня осуществляется рабочее движение поездов и идёт подготовка ко вводу в постоянную эксплуатацию.
ОАО «Синара-Транспортные машины» и ОАО «АК "Железные дороги Якутии"» подписали соглашение о намерениях на поставку 18 единиц односекционных  восьмиосных тепловозов с силовой установкой "SuperSkid" на период с 2014 по 2017 год.  Позже "ЖДЯ" отказались от идеи эксплуатации тепловоза ТЭ8 и дальнейшая судьба соглашения остаётся открытой.
В декабре 2012 года тепловоз был отправлен на испытания.
По состоянию на октябрь 2015 года на линии Улак — Эльга успешно эксплуатируются 15 тепловозов. По отзывам эксплуатирующей организации ООО «Мечел Транс Восток» реальные технические характеристики превзошли проектные. 